# Tổng tuyển cử Antigua và Barbuda 2023
Cuộc tổng tuyển cử được tổ chức tại Antigua và Barbuda vào ngày 18 tháng 1 năm 2023 để bầu ra các nghị sĩ Hạ viện. Đảng Lao động (ABLP) nắm giữ đa số tuyệt đối 15 ghế tại Hạ viện sau cuộc tổng tuyển cử năm 2018, với Gaston Browne vẫn giữ chức thủ tướng.

## Kết quả
|                              |                                  |           |        |     |     |
| Đảng                         | Đảng                             | Phiếu bầu | %      | Ghế | +/– |
|                              | Đảng Lao động Antigua và Barbuda | 20.052    | 47.06  | 9   | –6  |
|                              | Đảng Tiến bộ Thống nhất          | 19.267    | 45.22  | 6   | +5  |
|                              | Phong trào Nhân dân Barbuda      | 624       | 1.46   | 1   | 0   |
|                              | Liên minh Dân chủ Quốc gia       | 466       | 1.09   | 0   | 0   |
|                              | Độc lập                          | 2.202     | 5.17   | 1   | +1  |
| Tổng cộng                    | Tổng cộng                        | 42.611    | 100.00 | 17  | 17  |
|                              |                                  |           |        |     |     |
| Phiếu bầu hợp lệ             | Phiếu bầu hợp lệ                 | 42.611    | 99.44  |     |     |
| Phiếu bầu không hợp lệ/trống | Phiếu bầu không hợp lệ/trống     | 238       | 0.56   |     |     |
| Tổng cộng phiếu bầu          | Tổng cộng phiếu bầu              | 42.849    | 100.00 |     |     |
| Cử tri phiếu bầu đã đăng ký  | Cử tri phiếu bầu đã đăng ký      | 60.916    | 70.34  |     |     |
| Nguồn: Electoral Commission  |                                  |           |        |     |     |